# Deymanstraat
De Deymanstraat is een straat in Amsterdam-Oost.

## Geschiedenis en ligging
De straat kreeg per raadsbesluit van 10 december 1884 haar naam, een vernoeming naar Jan Deyman, professor anatomie aan de  Athenaeum Illustre in Amsterdam en destijds vastgelegd door Rembrandt van Rijn. De straat droeg van 15 november 1882 tot de genoemde datum de naam Tweede Boerhaavestraat, vernoemd naar Herman Boerhaave, hoogleraar geneeskunde en rector magnificus, maar dan aan de Universiteit van Leiden. De straat kreeg in die jaren tachtig bebouwing in opdracht van Bouwmaatschappij De IJsbreker. Die naam leeft nog voort in de naam van het horeca-etablissement De Ysbreeker.
De meeste straten, die hier van west naar oost lopen, beginnen aan de Amstel/Weesperzijde. De Deymanstraat begint echter "pas" bij de Swammerdamstraat. Ook aan de andere zijde is ze korter dan de parallelstraten. De Deymanstraat steekt namelijk niet de Wibautstraat over, terwijl er aan de overzijde wel een straat (Tilanusstraat) ligt. Dat straatje is ongeveer 150 meter lang.
De straat eindigde eerst bij de Miquelstraat, het westelijke deel van de Wibautstraat. De Wibautstraat diende hier toen tot nog tot het sporencomplex behorende bij Station Amsterdam Weesperpoort. Aan die straat herinnert nog Pakhuys Miquel, een appartementencomplex op de hoek Wibautstraat en Deymanstraat.

## Gebouwen
De bebouwing en nummering van het straatje is onregelmatig. De oneven zijde, geplaatst aan de noordwand, heeft alleen de huisnummers 5 en 7 gekend. Op nummer 5 staat sinds 1952 een onderstation van het GEB, huisnummer 7 was een kantoor van de kolenhandel Henke. Dat gebouwtje is vermoedelijk in 1948 gesloopt.
De even huisnummering begint bij nummer 2, daarnaast staat huisnummer 4. Zij dateren uit ongeveer 1888 (huis nr. 4 draagt tekst Anno 1887). Vervolgens komt een blokje woningen met de huisnummers 20 tot en met 46. Dit blokje dateert vermoedelijk uit de jaren tachtig met huisnummering per appartement. Ten oosten van nummer 46 staan vervolgens nog de huisnummers 14, 16 en 18 uit de beginperiode rond 1888.

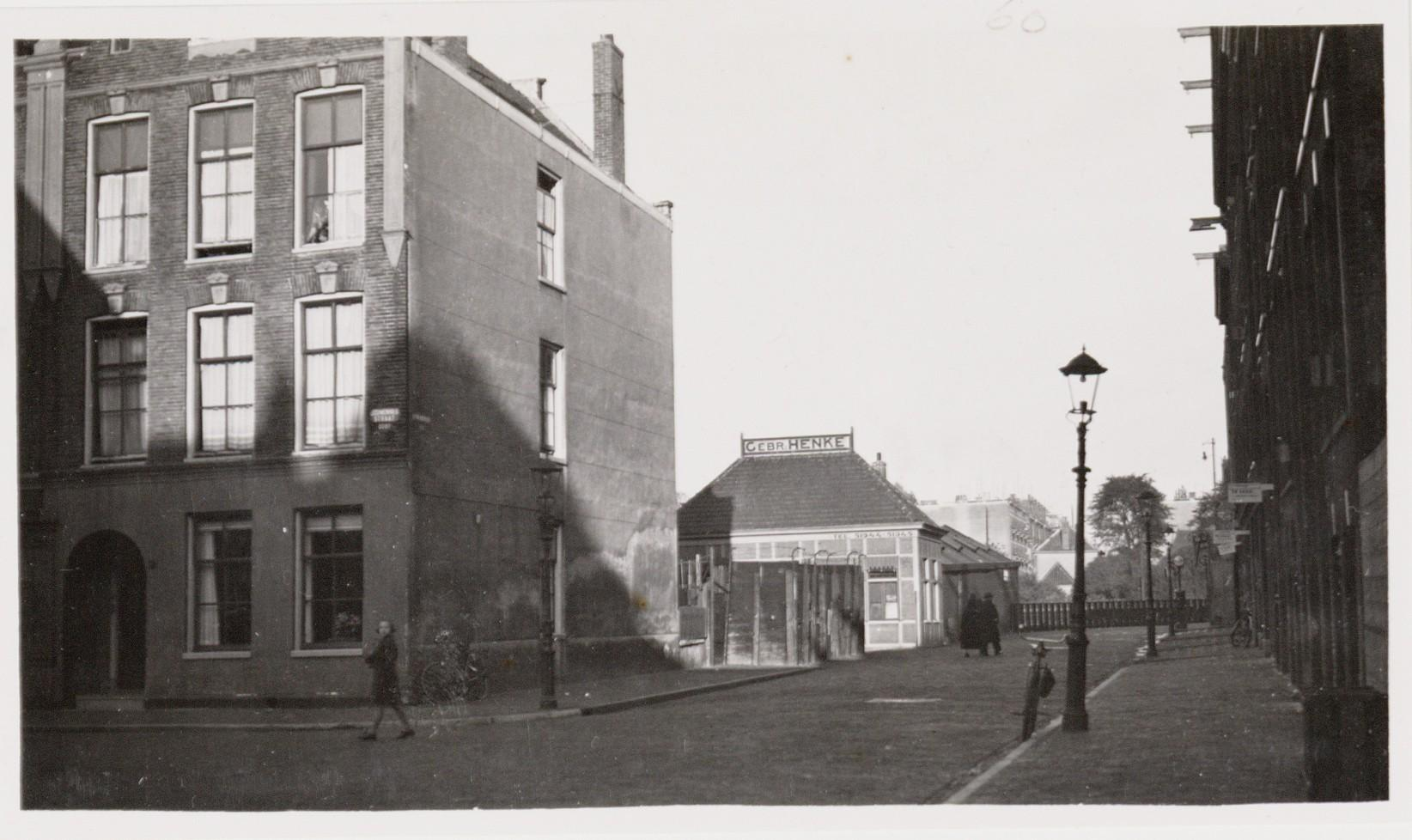
Gebroeders Henke in de Deymanstraat

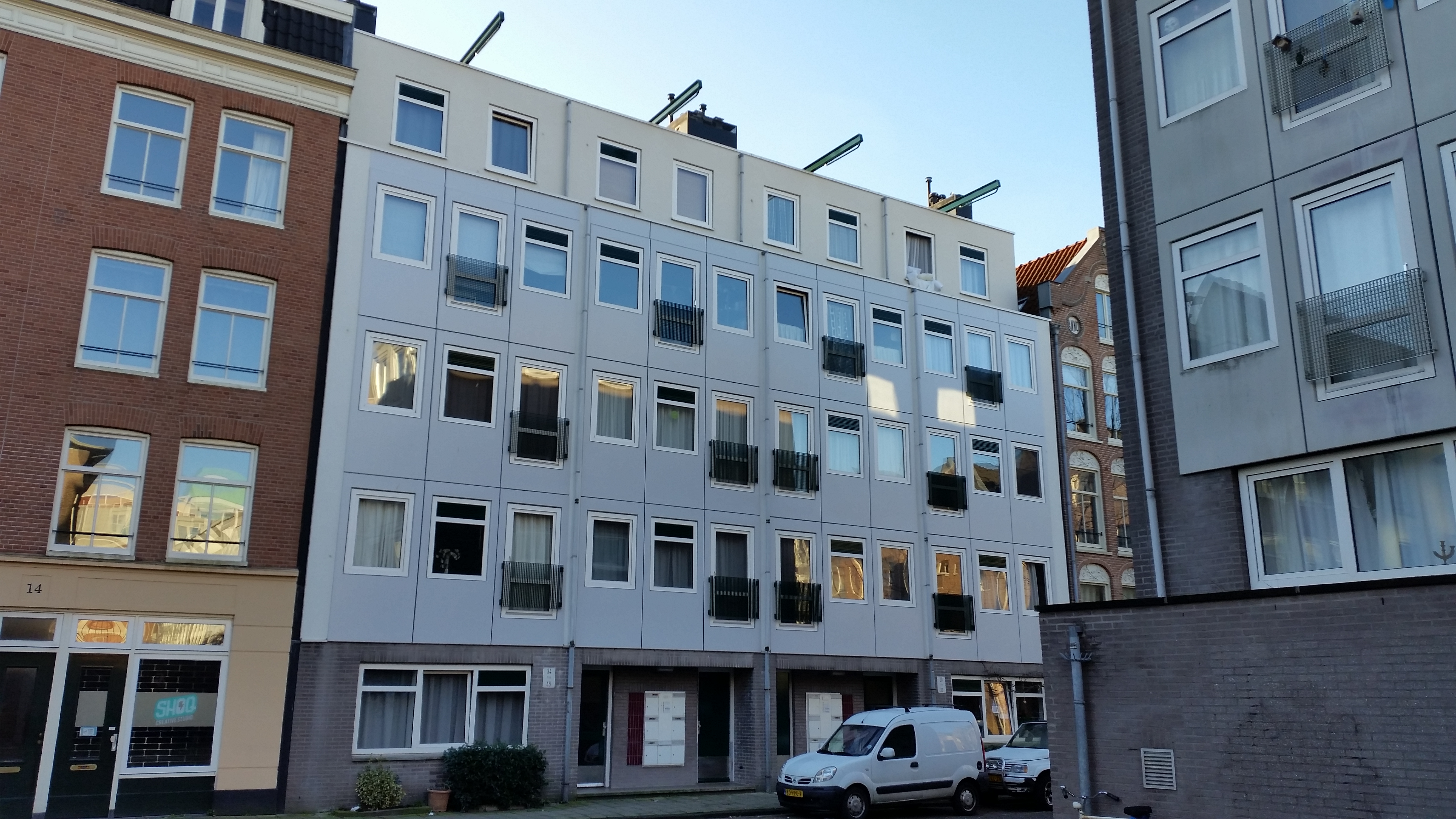
Deymanstraat van rechts naar links: achtergevels Leeuwenhoekstraat, een deel van nummer 4, huizen 20-26 en links nummer 14 (februari 2019)